# Звонимир Вуїн
Звонимир Вуїн (серб. Звонімір Вујін; 28 червня 1943 — 8 грудня 2019) — югославський боксер, призер Олімпійських ігор.
Звонимир Вуїн народився в 1943 році у місті Зренянин. У 1965, 1966, 1969 і 1972 роках ставав чемпіоном Югославії, у 1966, 1967 і 1971 роках вигравав першість Балканського півострова, у 1967 — Середземноморські ігри, також в 1967 році він завоював срібну медаль Чемпіонату Європи. На Олімпійських іграх 1968 і 1972 років Звонимир Вуїн завойовував бронзові медалі.